# Kaphalvön

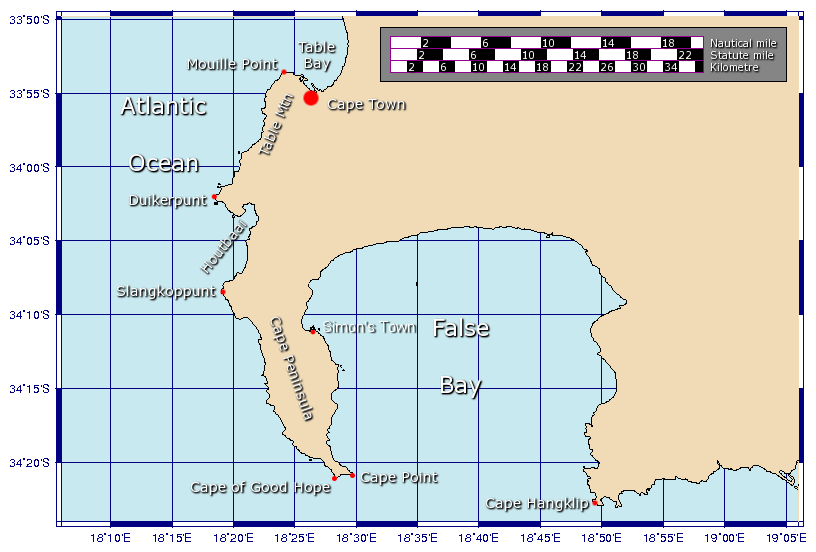
Karta över False Bay med Kaphalvön.

Kaphalvön (afrikaans: Kaapse Skiereiland; engelska: Cape Peninsula) är en bergig, ca 50 km lång halvö som möter land vid Muizenberg, Taffelberget och Kapstaden, och som yttersta spetsar har Kapudden och Godahoppsudden. På halvön finns nationalparken Table Mountain National Park med bland annat vilda zebror och babianer. Udden domineras av de berg som delar upp den i ett antal befolkade dalar med bostadsområden och fiskebyar.
På halvön i staden Simonstown finns en av de få kolonierna av pingviner på fastlands-Afrika.
Det sägs ibland att Atlanten och Indiska oceanen möts vid Kapudden eller vid Godahoppsudden, men IMO, FN:s internationella havsorgan, har fastställt att havsströmmarna från de båda haven möts cirka 150 km längre åt sydost, nära Afrikas sydligaste udde Kap Agulhas.